# 남면 (남해군)
남면(南面)는 대한민국 경상남도 남해군의 면이다. 남면은 남해군의 서남쪽 끝단에 위치해 있으며, 국가지정 명승인 가천마을 다랑이논과 남해골프&스파리조트, 두곡, 월촌, 사촌해수욕장과 더불어 설흘산이 있어서 많은 관광객들이 찾는 곳이다.

## 행정 구역
- 당항리(唐項里)
- 상가리(上加里)
- 덕월리(德月里)
- 석교리(石僑里)
- 임포리(荏浦里)
- 평산리(平山里)
- 홍현리(虹峴里)
- 죽전리(竹田里)
- 선구리(仙區里)

## 교육
- 남명초등학교 (당항리)
  - 상덕분교 (폐교) - 남면 남서대로 1144 (덕월리)
  - 평산분교 (폐교) - 남면 남서대로 1653 (평산리)
- 삼남초등학교 (폐교) - 남면 남면로1229번길 10-34 (선구리)
  - 가천분교 (폐교) - 남면 홍현리 747
- 남해해성중학교 (평산리)
- 남해해성고등학교 (평산리)

## 볼거리

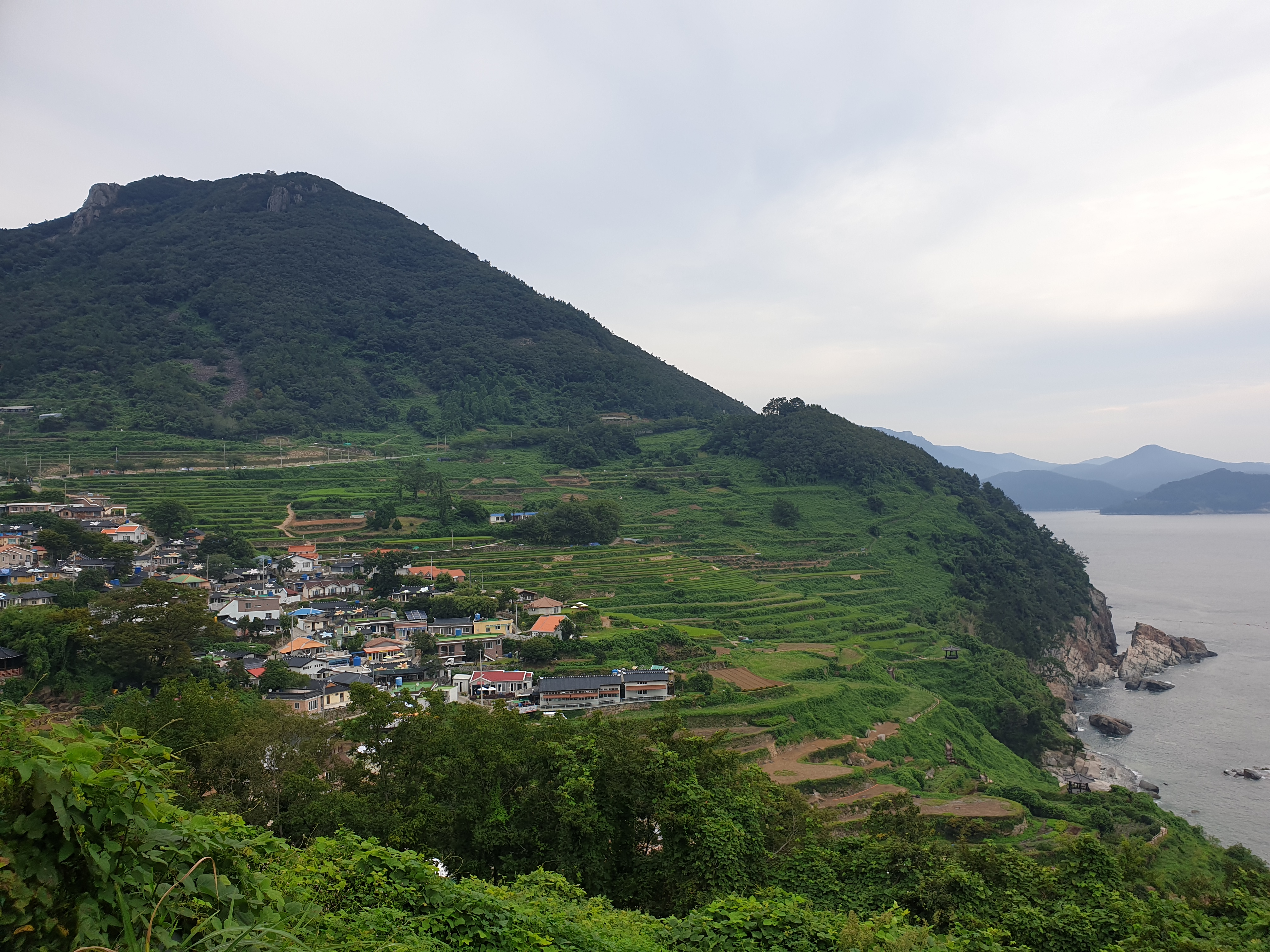
가천마을 다랑이논
- 가천 암수바위
- 두곡,월포해변
- 사촌해변
- 구미숲
- 설흘산
- 홍현바다

- 가천마을 다랑이논